# Disraeli (minissérie)
Disraeli é uma mini-série britânica da ITV de 1978, sobre o estadista e primeiro-ministro do Reino Unido, Benjamin Disraeli. Com roteiro de David Butler, produção de Cecil Clarke e direção de Claude Whatham, a minissérie recebeu várias idicações para os Emmys de 1980, incluindo de melhor série limitada. Esta série foi exibida em Portugal na RTP2, entre 6 de fevereiro e 6 de março de 1979, às terças-feiras, às 21 horas, antes do "Informação 2".

## Sinopse
A série começa com Disraeli já um jovem, a tentar fazer conexões na alta sociedade e eventualmente concorrer a cargos públicos várias vezes, sem sucesso. Grande parte da sua vida pessoal é coberta, e o seu envolvimento mais bem-sucedido com a política começa no segundo episódio, que termina com sua posse como Chanceler do Tesouro. O resto da série narra a sua ascensão ao poder, a morte da sua esposa e os seus dois mandatos como primeiro-ministro. 

## Elenco
- Ian McShane como Benjamin Disraeli
- Mary Peach como Mary Anne Disraeli
- Rosemary Leach como Vitória do Reino Unido
- John Carlisle como William Ewart Gladstone
- Jeremy Clyde como John Manners, 7º duque de Rutland
- Brett Usher como Edward Bulwer-Lytton
- Brewster Mason como Otto von Bismarck
- Antony Brown como Sir Robert Peel
- David de Keyser como Lionel de Rothschild
- David Wood como Edward Smith-Stanley, 14.º Conde de Derby
- John Gregg como Robert Gascoyne-Cecil, 3.º Marquês de Salisbury
- Brendan Barry como Stafford Northcote, 1.º Conde de Iddesleigh
- Mark Dignam como John Copley, 1.º Barão Lyndhurst
- Patrick Drury como Montagu Corry, 1º Barão Rowton
- Peter Hughes como Philip Rose
- Leigh Lawson como Alfred d'Orsay
- Peter Miles como Lord Henry Lennox
- David Riley como George Smythe, 7º Visconde Strangford
- Anton Rodgers como Lord George Bentinck
- William Russell - as Wyndham Lewis
- Aubrey Morris como Isaac Disraeli
- Maria Charles como Maria Disraeli
- Margaret Whiting como Marguerite Gardiner, condessa de Blessington
- Patricia Hodge como Rosina Bulwer Lytton

## Episódios
| # | Título original            | Exibição original      | Exibição original       |
| - | -------------------------- | ---------------------- | ----------------------- |
| 1 | "Dizzy"                    | 5 de setembro de 1978  | 6 de fevereiro de 1979  |
| 2 | "Mary Anne"                | 12 de setembro de 1978 | 13 de fevereiro de 1979 |
| 3 | "The Great Game 1858-1872" | 19 de setembro de 1978 | 20 de fevereiro de 1979 |
| 4 | "The Chief 1872-1881"      | 26 de setembro de 1978 | 6 de março de 1979      |